# إيديكل دومينغيز
إيديكل ألبرتو دومينغيز رودريغيز (بالإسبانية: Idekel Alberto Domínguez Rodríguez)‏ (مواليد 2 يونيو 2000) هو لاعب كرة قدم مكسيكي محترف يلعب في مركز الظهير الأيمن لنادي أطلس. [1]